# Réserve d'Hluhluwe-Umfolozi
La réserve d'Hluhluwe-Umfolozi est une aire protégée située à 280 km au nord de Durban, dans le nord du KwaZulu-Natal en Afrique du Sud. C'est la plus ancienne réserve d'Afrique, et le seul endroit dans la province du KwaZulu-Natal où l'on peut rencontrer les « Big Five ». La réserve est réputée pour sa population de rhinocéros blancs du Sud (Ceratotherium simum simum), la plus importante du monde en 2011.

## Présentation
Ses 960 km² (96 000 ha) de collines couvertes de savane classique se situent immédiatement à l'ouest du parc de la zone humide d'iSimangaliso, zone naturelle protégée. La zone de Hluhluwe, au nord de la réserve, est réputée pour sa grande variété d'espèces d'oiseaux et autres animaux. Celle d'Imfolozi, au sud, est généralement chaude en été ; l'hiver amène des températures plus douces et peut provoquer de courtes périodes de froid.

## Historique
Hluhluwe uMfolozi était à l'origine composé de trois réserves aux gestions indépendantes, qui se rassemblèrent sous l'appellation présente en 1989. Le statut de réserve a d'abord été attribué en 1897 à la zone d'Imfolozi, au sud de l'actuelle réserve. Il s'agissait alors de protéger la poignée de rhinocéros blancs, redécouverte le long de la rivière Umfolozi, après que l'espèce fut crue éteinte. Depuis, les nombreux efforts de conservation de l'espèce (notamment l'Opération Rhinos dans les années 1940 et 1950) ont permis d'accroître leur nombre jusqu'à environ 14 530 individus, répartis principalement dans cette réserve avec quelques individus dans plusieurs autres pays.
En 1958, un lion mâle solitaire descendit du Mozambique, traversa le Tongaland, continua encore sur quelque trois cent cinquante kilomètres à travers des régions aux populations relativement denses, tua quelques têtes de bétail au passage, et, poursuivi d'assez près par les fermiers et autres chasseurs de trophées, se retrouva à l'abri dans la réserve de chasse d'Umfolozi, peuplée d'antilopes bien nourries et n'ayant pas vu de lion depuis des générations. Quelques années plus tard, il fut rejoint tout aussi mystérieusement par une horde de lionnes. En 2011, environ quarante lions régulent les populations d'herbivores de la réserve. 
En 1981, le Natal Parks board (maintenant appelé Ezemvelo KZN Wildlife) a tenté de réintroduire des lyacons, ou chien sauvage d'Afrique. Vingt-trois lycaons furent relâchés dans la réserve, la plupart provenant de zoos. Le succès de la tentative est, en 2011, encore à venir, avec une population oscillant entre trois et trente individus.

## Faune
On y trouve : crocodiles du Nil, hippopotames, rhinocéros blancs, rhinocéros noirs, léopards, lions, guépards, hyènes, lycaons, éléphants, buffles du Cap, gnous bleus, chacals, girafes, zèbres, cobes à croissant, nyalas, élands du Cap, petits koudous, grands koudous, impalas, céphalophes, sunis, cobes ou kobs, phacochères, potamochères, mangoustes, babouins, singes, plusieurs espèces de tortues, serpents et lézards. 
Plus de 300 espèces d'oiseaux y ont été enregistrées, dont :

héron de nuit, ibis Tantale, aigle de Wahlberg, francolin de Shelley, outarde du Sénégal, courvite de Temminck, coucou de Klaas, guêpier nain, barbican promépic. 

La plaine inondable de la rivière Hluhluwe est l'une des seules places en Afrique du sud où l'on peut observer à la fois des sentinelles à gorge rose (Macronyx ameliae), sentinelles à gorge jaune (Macronyx croceus) et sentinelles du Cap (Macronyx capensis, à gorge orange).

## Tourisme
Le premier camp pour visiteurs a été établi à Hilltop en 1934. La réserve est traversée par 300 km de pistes et routes. Sur la digue de la rivière Hluhluwe un bateau de 40 places offre des tours guidés deux fois par jour.

## Galerie

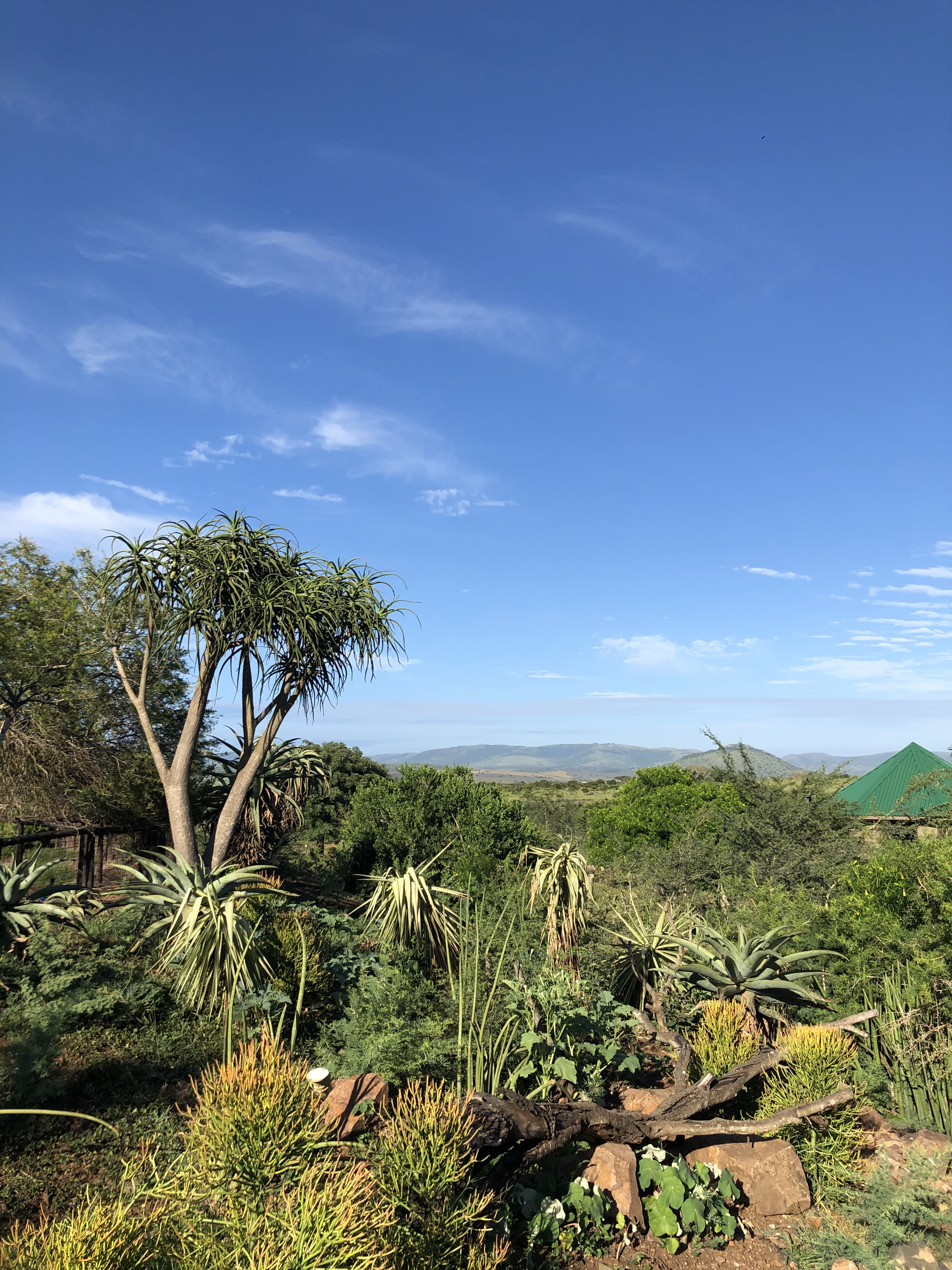
Paysage.
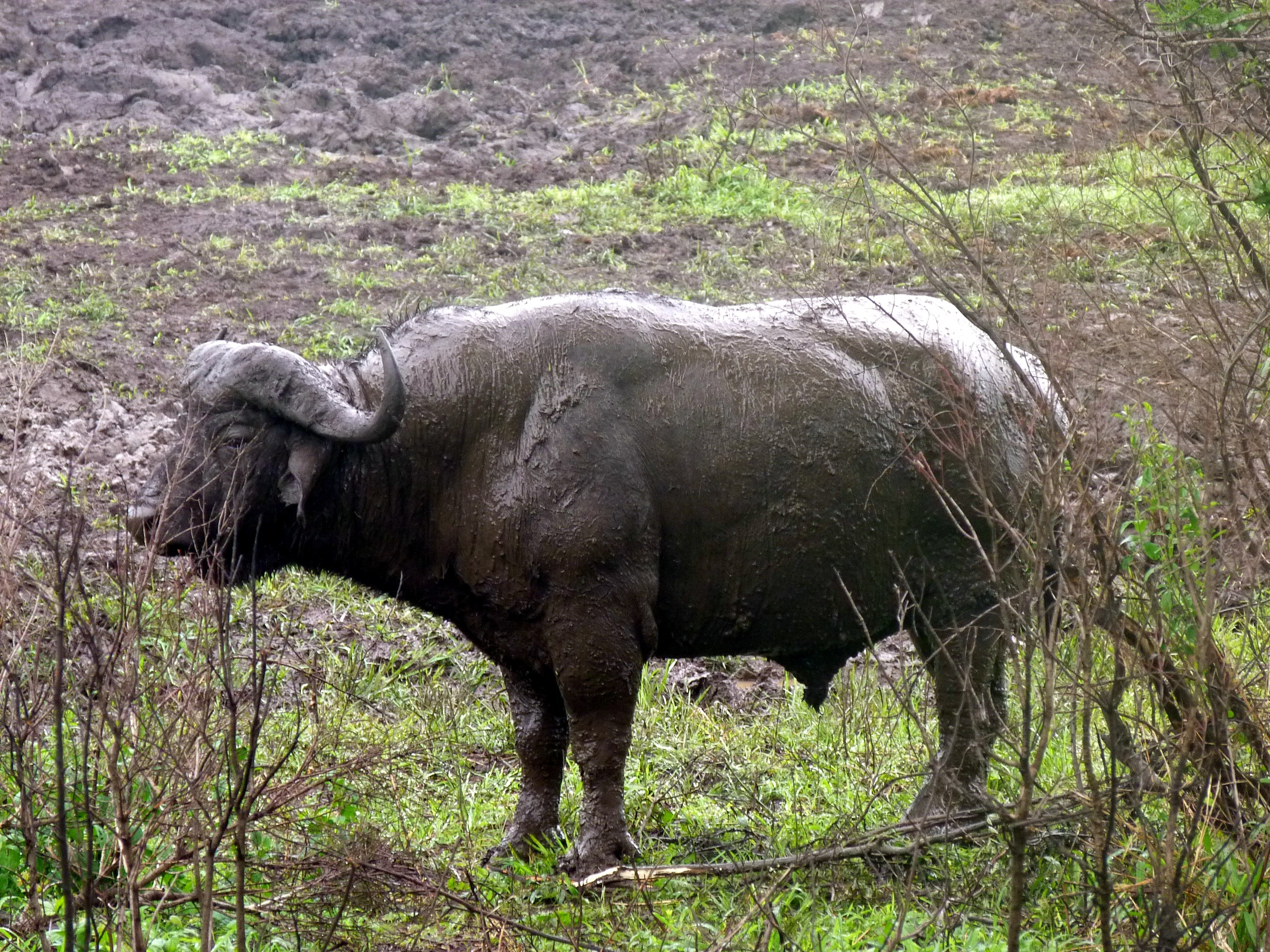
Buffle de Cafrerie ou Buffle du Cap
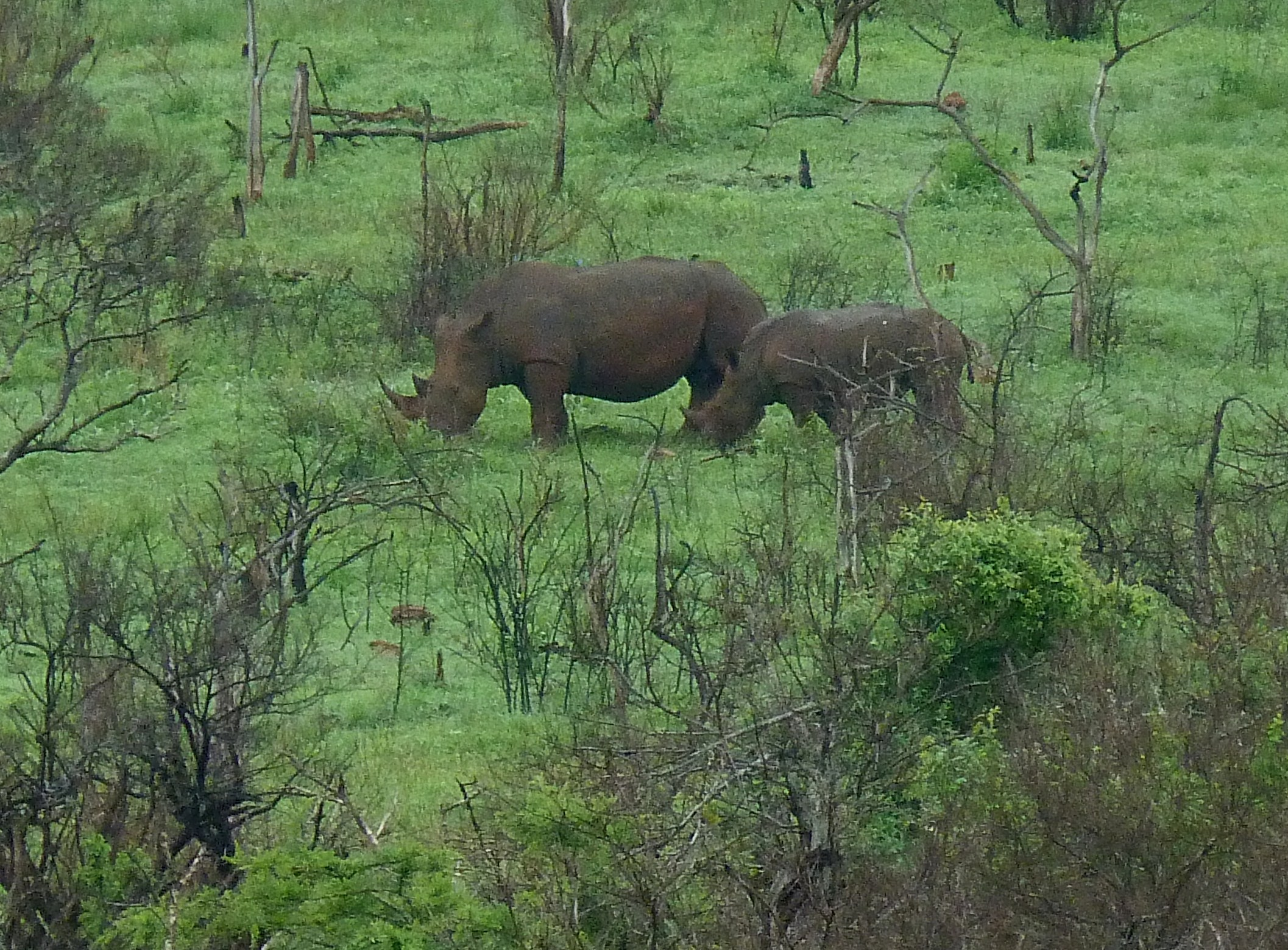
Rhinocéros blancs
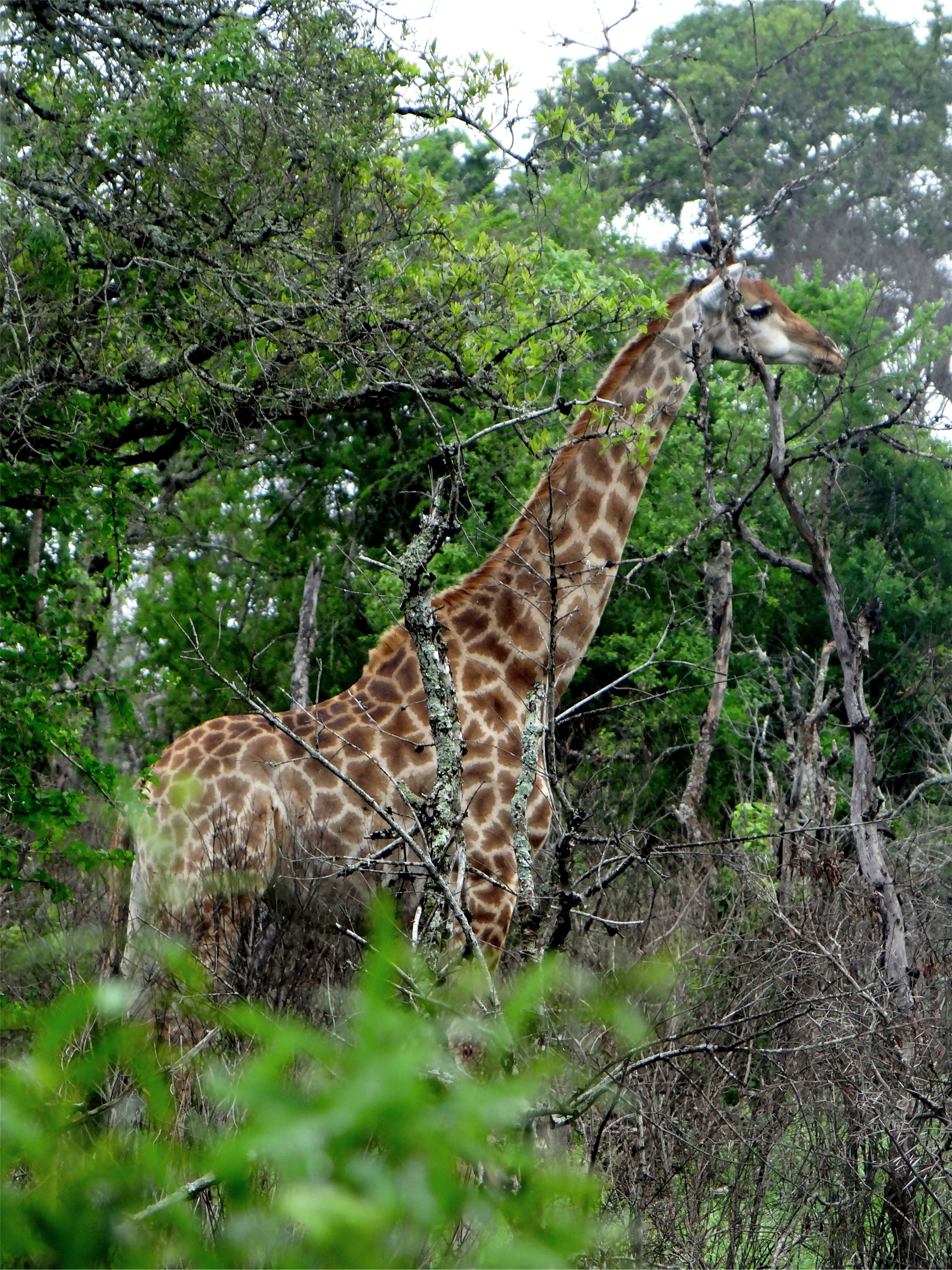
Girafe (Giraffa camelopardalis angolensis)
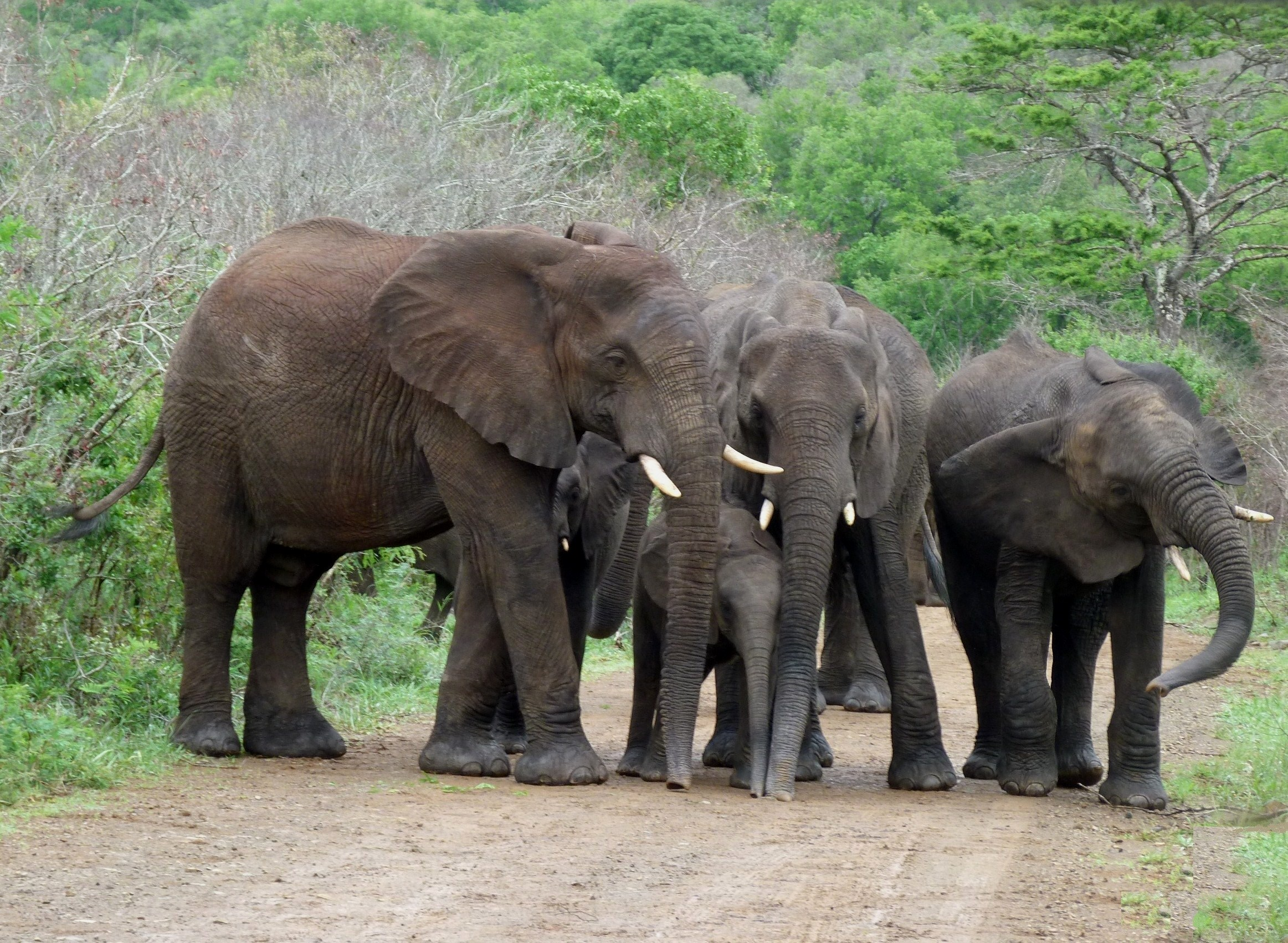
Eléphants : sur la piste, mâles et femelles protègent les petits